# Марк Геганий Мацерин (консул)
Марк Гега́ний Мацерин (лат. Marcus Geganius Macerinus; V век до н. э.) — римский политический деятель, консул 447, 443 и 437 годов до н. э., цензор в 435 году до н. э.

## Биография
Во время первого консульства коллегой Марка Гегания был Гай Юлий Юл. По данным Тита Ливия, совместно консулы старались сохранять мир между плебеями и патрициями, не становясь на чью-либо сторону.
В 443 году до н. э. коллегой Марка Гегания стал Тит Квинкций Капитолин Барбат. По инициативе этих консулов была учреждена должность цензора. На этот раз Геганию пришлось воевать с вольсками: он окружил их армию, осаждавшую Ардею, и заставил её капитулировать, после чего вернулся в Рим с триумфом. Во время третьего консульства Марка Гегания (437 год до н. э.) армия его коллеги Луция Сергия Фидената понесла большие потери в войне с Вейями, из-за чего был назначен диктатор.
В 435 году до н. э. Марк Геганий стал цензором совместно с Гаем Фурием Пакулом Фузом. В этом году было построено общественное здание на Марсовом поле (Villa publica), в котором цензоры впервые провели перепись населения.
В 431 году до н. э., по данным Ливия, Марк Геганий воевал с эквами и вольсками под началом диктатора Авла Постумия Туберта. В сражении он во главе отборных частей захватил лагерь противника. Антиковед Фридрих Мюнцер уверен, что это сообщение Ливия — вымысел, не имеющий исторической ценности.